# Museu Correr
O Museu Correr é o museu municipal de Veneza (Itália), situado na praça de São Marcos, em frente à basílica homónima, e ocupa uma parte da Ala Napoleónica das Procuratie Nuove desenhada por Vincenzo Scamozzi. Este último é um edifício burocrático que ocupa três quartos da praça. A Ala Napoleónica foi construída depois dos ocupantes franceses saquearem a pequena igreja de San Gimigniano que estava frente à opulenta basílica.
O museu deve o seu nome a Teodoro Correr (1750-1830), um magnata descendente de uma das mais antigas famílias venezianas, que legou em 1830 a sua coleção de obras de arte à cidade de Veneza. O museu tem um coleção de arte, documentos, objetos antigos e mapas que refletem a história e a vida quotidiana de Veneza ao longo dos séculos. A Ala Napoleónica tem uma sumptuosa decoração neoclássica e alberga uma notável coleção de obras de Antonio Canova, de Giambattista Pittoni (A morte da virgem, Adoração dos pastores, Adoração dos magos, Encontro de Moisés e Apresentação no templo), de Vittore Carpaccio, de Giovanni Bellini e de Antonello da Messina. Conserva igualmente seis grandes volumes com esboços das decorações realizadas por Francesco Bagnara para o Teatro La Fenice.
A importante biblioteca reunida pelo erudito Emmanuele Cicogna também faz parte de seu acervo.